# Ololygon agilis
Ololygon agilis (Synonyme: Scinax agilis, Hyla agilis Cruz & Peixoto, 1983) ist ein neotropischer Frosch aus der Familie der Laubfrösche. Nach Lourenço et al. (2010) wurde die Art ursprünglich innerhalb der Gattung Scinax zur Scinax catharinae-Klade gezählt. Es wurde diskutiert, welchen Umfang diese Klade haben soll und ob sie eine eigene Gattung darstellt, für die der Name Ololygon verfügbar wäre. Im Jahr 2023 wurde nach eingehenden molekulargenetischen und  morphologischen Untersuchungen die Gattung Ololygon wiedererrichtet.

## Beschreibung
Dieser relativ kleine Knickzehenlaubfrosch besitzt einen weißen lateralen Streifen, der sich vom Kopf bis zu den Hinterbeinen zieht, und oberhalb dieses Streifens einen braunen Streifen. Der Kopf macht in etwa ein Drittel der Kopf-Rumpf-Länge aus. Aus dorsaler Sicht ist die Schnauze dreieckig und aus lateraler Sicht etwas zugespitzt.

## Verbreitung
Diese für Ostbrasilien endemische Art kommt entlang der Küste der beiden Bundesstaaten Espírito Santo und Bahia vor. Ololygon agilis ist eine Tieflandart, welche nur bis etwa 30 m ü. NN steigt.

## Lebensraum und Ökologie
Ololygon agilis lebt in Bromelien im Küstenregenwald, Büschen der Restinga-Vegetation und küstennahem Offenland. Er nutzt Temporärgewässer zur Reproduktion.

## Gefährdung
Die IUCN listet Ololygon agilis als „nicht gefährdet“ (Least Concern). Seine weite Verbreitung und die Tatsachen, dass er sich bis zu einem gewissen Grad an anthropogene Habitatveränderungen anpassen kann, die Gesamtpopulation einen stabilen Trend zeigt und genügend groß geschätzt wird, begründen dies. Die Bearbeiter sehen es als unwahrscheinlich an, dass die Bestände der Art schnell genug abnehmen können, um eine höhere Gefährdungsstufe zu rechtfertigen. Ololygon agilis kommt in mindestens drei Schutzgebieten vor: Reserva Biológica de Sooretama, Reserva Particular do Patrimônio Natural Estação Veracruz und Reserva Florestal da C.V.R.D.
Hauptgefährdungsgründe bestehen wahrscheinlich im Habitatverlust durch Landwirtschaft, Viehwirtschaft, Abholzungen, Siedlungsbau, Tourismus und Sammeln von Bromelien.